# Llista de reis d'Elam
Els elamites eren un poble situat al sud-oest de l'Iran, a les províncies actuals de Khuzestan, Ilam, Fars, Buixehr, Lorestan, Bakhtiari i Kohgiluyeh. La seva llengua no era ni semítica ni indoeuropea. La llista de reis d'Elam és la següent:

## Dinastia d'Awan(vers 2600-2100 aC)
- Tres reis desconeguts (vers el segle xvi aC)
- Peli (vers 2500 aC)
- Tata
- Ukku-Takhesh
- Khishur
- Shushun-Tarana
- Napil-Khush
- Kikkusiwetemti
- Lukh-Ishshan (segle XXIV aC)
- Khishepratep (segle XXIV aC)
- Khelu (segle XXIV aC vers 2300-2280 aC)
- Khita (segle XXIII aC potser 2280-2240 aC)
- Kutik-Inshushinak (vers 2240-2220 aC)
- Puzur-Inshushinak vers 2100 aC

## Dinastia deSimashki(vers 2100-2000 aC) i DinastiaEpàrtida(vers 2000-1600 aC)
- Girnamme (segle XXI aC)
- Lurak-lukhkhan (segle XXI aC)
- Eparti I
- Tazitta II
- Tan-Ruhurater I
- Kindattu
- Hutran-tepti I
- Idaddu I
- Tan-Ruhurater II (vers 2000 aC)
- Idaddu II (segle XIX aC)
- Idaddu-Napir (segle XIX aC)
- Idaddu-Temti (segle XIX aC)

- Eparti II (inicia la dinastia Epàrtida) vers el 2000 aC, contemporani dels tres anteriors.
- Ilhaha o Silhaha (segle XIX aC)
- Palaishshan (segle XIX aC)
- Kuk-Sanit (segle XIX aC)
- Kuk-Kirmash (segle XIX aC)
- Tem-Sanit (segle xix)
- Kuk-Nakhkhunte (segle XIX aC)
- Kuk-Nashur I (segle XIX aC
- Attahushu (vers 1915-1880 aC)
- Tetepmada
- Siruktuh (vers 1810-1790 aC)
- Simutwartash
- Siwepalar-Huppak (el rei més poderós de la dinastia)
- Kuduzulush I
- Kutur-Nakhunte I
- Attamera-Halki
- Tata
- Lila-Irtash
- Temti-Agun
- Kutir-Shilhaha
- Kuk-Nashur II (segle XVII aC)
- Temtiraptash
- Simutwartash II
- Kuduzulush II
- Sirtuh
- Tan-Uli
- Temti-Halki
- Kuk-Nashur III (vers 1650/1625 aC)
- ...matlat

## DinastiaKidínuida(vers 1500-1400 aC)
- Kidinu
- Inshushinaksunkir-Nappipir
- Tan-Ruhurater II
- Shalla
- Tepti-Ahar

## DinastiaIgihàlquida(vers 1400-1200 aC)
- Igihalki
- Pahirishshan
- Attarkittah
- Unpahash-Napirisha
- Kidin-Hutran I
- Humban-Numena
- Untash-Napirisha
- Kidin-Hutran II
- Napirisha-Untash
- Kidin-Hutran III

## DinastiaSutrúquida(vers 1200-1100 aC)
- Khallutush-Inshushinak vers 1205 - 1185 aC
- Sutruk-Nakhunte vers, 1185 - 1155 aC
- Kutir-Nakhunte III, vers 1155 - 1150 aC
- Silkhak-Inxuixinak, vers 1150 - 1120 aC
- Khutelutush-Inshushinak, vers 1120 - 1110 aC
- Shilhanahamru-Lagamar, vers 1110 - ? aC

## Reis neoleamites (vers 800-520 aC)
- Humbantahra I o Khumbatahra I, abans del 750 aC
- Humbanumena II o Khumbanumena II, ?-743 aC
- Humbanikaix I o Khumbanikaix I, 743-717 aC
- Sutruk-Nakhunte III (Assiri Shutur-Nahundi; babiloni Ishtarhundu) 717-699 aC
- Hallushu, 699-693 aC
- Kudur (Kudur-Nahhunte), 693-692 aC
- Humbanumena III, 692-689 aC
- Humbanhaltaix I o Khambanhaltash I, 689-681 aC
- Humbanhaltaix II, 681-675 aC
- Urtak, 675-664 aC
- Teumman, 664-653 aC
- Humbannikaix II, 653-652 aC (rei de Madaktu)
- Tammaritu I, vers 652-649 aC (653-652 rei d'Hidali)
- Indabibi, cap al 649 aC - 648 aC
- Humban-haltaix III, potser del 645 aC al 644 aC
- Tammaritu II, 647 aC
- Pa'e (reis a Bit-Imbi), potser el 646 aC
- Humbanhaltash III, des 646 aC
- Sutur-Nakhunte II vers 625 aC
- Humbankitin
- Hallutash-Inshushinak o Khallutash-Inshushinak
- Attahamiti-Inshushinak
- Ummanunu, vers 585-? aC
- Shilhak-Inshushinak II ?
- Tepti-Humban-Inshushinak, ?-539 aC
- Sutur-Nakhunte III, vers 539-520 aC (a Malamir)
- Humban-Shuturuk, vers 539-520 aC (a Kesat)